# Sévry
Sévry est une commune française, située dans le département du Cher en région Centre-Val de Loire.

## Géographie
Commune rurale faiblement peuplée, Sévry offre l’image classique des villages de la Champagne Berrichonne composés de domaines agricoles dispersés sur leur territoire.
Les habitations sont réparties sur trois hameaux : les Ormeaux (le plus peuplé des trois), les Loges et la Chaume où se situe l’actuelle mairie.
La commune est traversée par le Chaumasson affluent de la Vauvise elle-même affluent de la Loire.

### Climat
Pour des articles plus généraux, voir Climat du Centre-Val de Loire et Climat du Cher.
En 2010, le climat de la commune est de type climat océanique dégradé des plaines du Centre et du Nord, selon une étude du CNRS s'appuyant sur une série de données couvrant la période 1971-2000. En 2020, Météo-France publie une typologie des climats de la France métropolitaine dans laquelle la commune est exposée à un climat océanique altéré et est dans la région climatique  Centre et contreforts nord du Massif Central, caractérisée par un air sec en été et un bon ensoleillement. 
Pour la période 1971-2000, la température annuelle moyenne est de 11 °C, avec une amplitude thermique annuelle de 15,9 °C. Le cumul annuel moyen de précipitations est de 797 mm, avec 11,5 jours de précipitations en janvier et 7,8 jours en juillet. Pour la période 1991-2020, la température moyenne annuelle observée sur la station météorologique la plus proche, située sur la commune d'Étréchy à 7 km à vol d'oiseau, est de 11,5 °C et le cumul annuel moyen de précipitations est de 794,9 mm,. Pour l'avenir, les paramètres climatiques de la commune estimés pour 2050 selon différents scénarios d'émission de gaz à effet de serre sont consultables sur un site dédié publié par Météo-France en novembre 2022.

## Urbanisme

### Typologie
Au 1er janvier 2024, Sévry est catégorisée commune rurale à habitat très dispersé, selon la nouvelle grille communale de densité à 7 niveaux définie par l'Insee en 2022.
Elle est située hors unité urbaine. Par ailleurs la commune fait partie de l'aire d'attraction de Bourges, dont elle est une commune de la couronne,. Cette aire, qui regroupe 111 communes, est catégorisée dans les aires de 50 000 à moins de 200 000 habitants,.

### Occupation des sols
L'occupation des sols de la commune, telle qu'elle ressort de la base de données européenne d’occupation biophysique des sols Corine Land Cover (CLC), est marquée par l'importance des territoires agricoles (92,1 % en 2018), une proportion identique à celle de 1990 (92,1 %). La répartition détaillée en 2018 est la suivante : 
terres arables (86 %), forêts (7,9 %), prairies (4,3 %), zones agricoles hétérogènes (1,8 %).
L'évolution de l’occupation des sols de la commune et de ses infrastructures peut être observée sur les différentes représentations cartographiques du territoire : la carte de Cassini (XVIIIe siècle), la carte d'état-major (1820-1866) et les cartes ou photos aériennes de l'IGN pour la période actuelle (1950 à aujourd'hui).

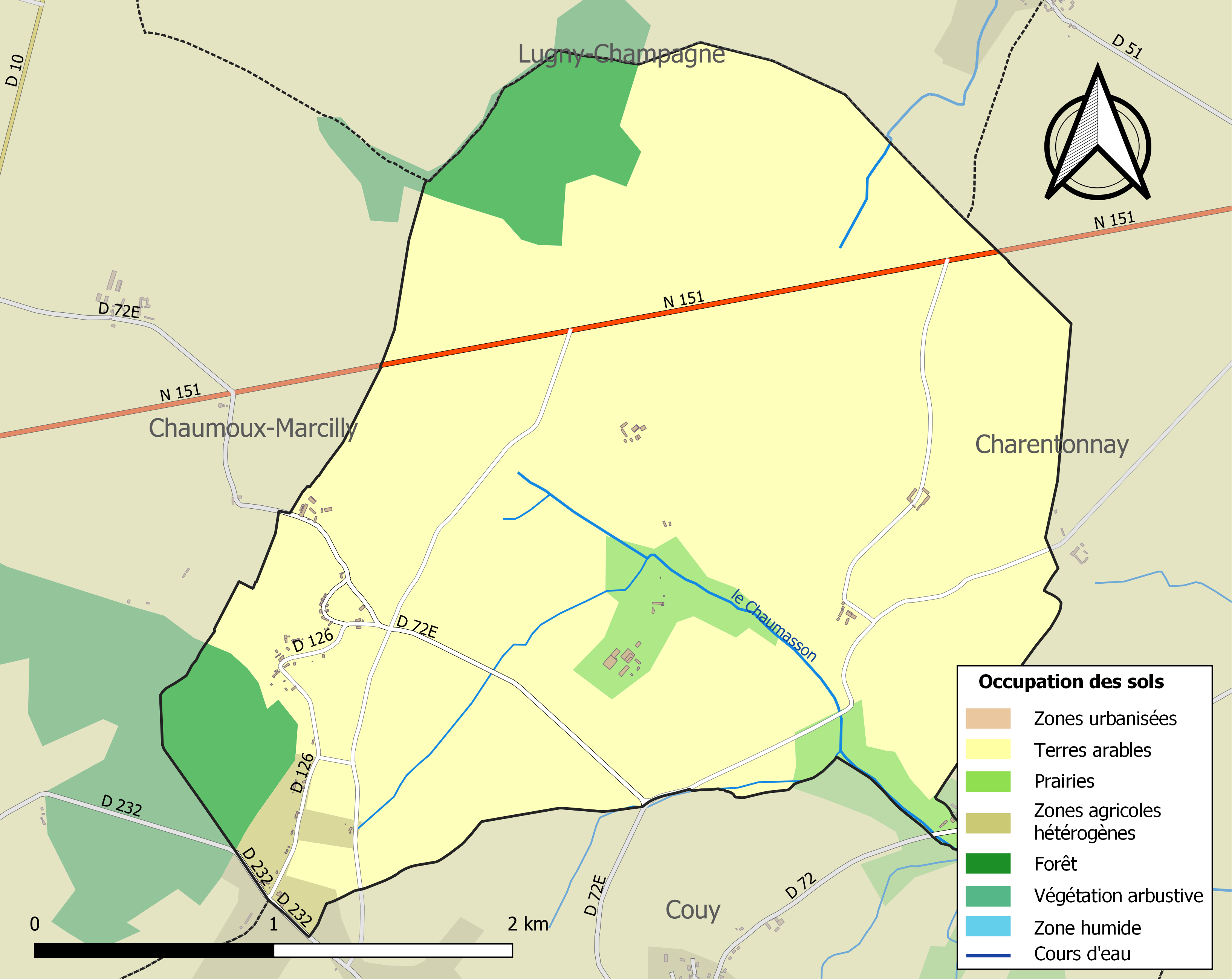
Carte des infrastructures et de l'occupation des sols de la commune en 2018 (CLC).

### Risques majeurs
Le territoire de la commune de Sévry est vulnérable à différents aléas naturels : météorologiques (tempête, orage, neige, grand froid, canicule ou sécheresse), mouvements de terrains et séisme (sismicité faible). Il est également exposé à un risque technologique,  le transport de matières dangereuses. Un site publié par le BRGM permet d'évaluer simplement et rapidement les risques d'un bien localisé soit par son adresse soit par le numéro de sa parcelle.

#### Risques naturels

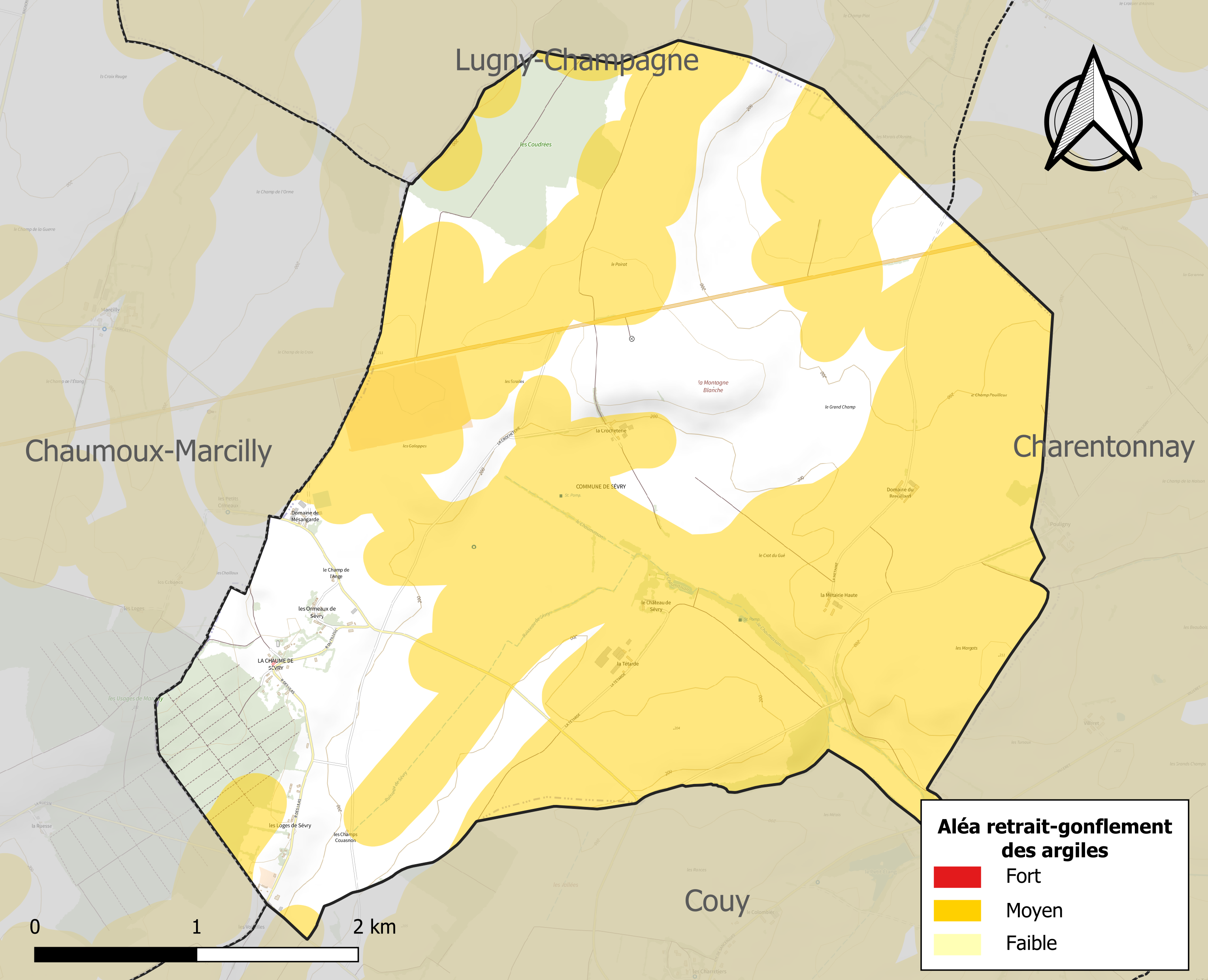
Carte des zones d'aléa retrait-gonflement des sols argileux de Sévry.

La commune est vulnérable au risque de mouvements de terrains constitué principalement du retrait-gonflement des sols argileux. Cet aléa est susceptible d'engendrer des dommages importants aux bâtiments en cas d’alternance de périodes de sécheresse et de pluie. 66,5 % de la superficie communale est en aléa moyen ou fort (90 % au niveau départemental et 48,5 % au niveau national). Sur les 45 bâtiments dénombrés sur la commune en 2019, 8 sont en aléa moyen ou fort, soit 18 %, à comparer aux 83 % au niveau départemental et 54 % au niveau national. Une cartographie de l'exposition du territoire national au retrait gonflement des sols argileux est disponible sur le site du BRGM,.
Concernant les mouvements de terrains, la commune a été reconnue en état de catastrophe naturelle au titre des dommages causés par la sécheresse en 2018 et 2019 et par des mouvements de terrain en 1999.

#### Risques technologiques
Le risque de transport de matières dangereuses sur la commune est lié à sa traversée par des infrastructures routières ou ferroviaires importantes ou la présence d'une canalisation de transport d'hydrocarbures. Un accident se produisant sur de telles infrastructures est en effet susceptible d’avoir des effets graves au bâti ou aux personnes jusqu’à 350 m, selon la nature du matériau transporté. Des dispositions d’urbanisme peuvent être préconisées en conséquence.

## Histoire
Même si Sévry n’a jamais constitué un fief, son nom est mentionné dès le XIIe siècle. Une église y est construite au XIIIe siècle. Sur le linteau de certaines maisons paysannes, accolées et alignées, on peut encore lire leur année de construction : 1857. Elles étaient probablement occupées par des manœuvres agricoles et de petits artisans ruraux.
Dès 1892, une mairie-école fut construite à la Chaume après vingt ans de refus de la part du conseil municipal alors opposé à l’idée d’une école mixte. L’école fut malheureusement fermée en 1963 pour cause d’effectifs insuffisants et désaffectée en 1974. Depuis 1994, ses locaux sont aménagés en salle polyvalente mise à la disposition des habitants de Sévry.

## Politique et administration
| Période                                  | Période  | Identité           | Étiquette | Qualité                       |
| ---------------------------------------- | -------- | ------------------ | --------- | ----------------------------- |
| Les données manquantes sont à compléter. |          |                    |           |                               |
| mars 2001                                | En cours | Jean-Paul Dousset, |           | Ancien agriculteur exploitant |

## Démographie
L'évolution du nombre d'habitants est connue à travers les recensements de la population effectués dans la commune depuis 1793. Pour les communes de moins de 10 000 habitants, une enquête de recensement portant sur toute la population est réalisée tous les cinq ans, les populations de référence des années intermédiaires étant quant à elles estimées par interpolation ou extrapolation. Pour la commune, le premier recensement exhaustif entrant dans le cadre du nouveau dispositif a été réalisé en 2007.

En 2022, la commune comptait 62 habitants, en évolution de −8,82 % par rapport à 2016 (Cher : −2,48 %, France hors Mayotte : +2,11 %).
| 1793 | 1800 | 1806 | 1821 | 1831 | 1836 | 1841 | 1846 | 1851 |
| ---- | ---- | ---- | ---- | ---- | ---- | ---- | ---- | ---- |
| 224  | 205  | 184  | 265  | 185  | 218  | 224  | 211  | 211  |

| 1856 | 1861 | 1866 | 1872 | 1876 | 1881 | 1886 | 1891 | 1896 |
| ---- | ---- | ---- | ---- | ---- | ---- | ---- | ---- | ---- |
| 201  | 209  | 190  | 166  | 161  | 182  | 188  | 203  | 200  |

| 1901 | 1906 | 1911 | 1921 | 1926 | 1931 | 1936 | 1946 | 1954 |
| ---- | ---- | ---- | ---- | ---- | ---- | ---- | ---- | ---- |
| 190  | 179  | 167  | 171  | 145  | 123  | 113  | 121  | 108  |

| 1962 | 1968 | 1975 | 1982 | 1990 | 1999 | 2006 | 2007 | 2012 |
| ---- | ---- | ---- | ---- | ---- | ---- | ---- | ---- | ---- |
| 99   | 78   | 58   | 69   | 57   | 73   | 71   | 71   | 76   |

| 2017 | 2022 | - | - | - | - | - | - | - |
| ---- | ---- | - | - | - | - | - | - | - |
| 62   | 62   | - | - | - | - | - | - | - |

## Culture locale et patrimoine

### Lieux et monuments
- À la fin du XIIIe siècle, une église est érigée sur le territoire de Sévry. Elle sera désaffectée en 1803 pour cause de vétusté. Sa cloche et ses fonts baptismaux seront alors cédés à l’église de la commune voisine de Couy.

### Coutumes
Par arrêté municipal du 21 octobre 1873, une assemblée louée se tient chaque année aux Ormeaux le 24 juin, jour de la Saint-Jean. Autrefois, il s’agissait d’une foire au cours de laquelle les ouvriers agricoles venaient se faire embaucher pour des travaux saisonniers.

### Héraldique
| Blason de Sévry | Blason  | Parti: au 1) de sinople à une coquille d'or, au 2) d'argent à un chêne coupé au naturel englanté d'or; le tout au chef d'azur chargé de trois écus allemands [targes] surchargés chacun de trois filets de sable alésés en barre ; le tout enfermé dans une bordure échancrée de gueules |
| Blason de Sévry | Détails | Création J-F Binon. Sur site de la commune en 2023, présenté par le maire lors des vœux de nouvel an 2024 |